# 天睿
天睿資訊系統有限公司（英語：Teradata Corporation，：TDC）為美國商業軟體公司，以大數據分析、數據倉庫和整合行銷管理解決方案為主要業務。天睿成立於1979年，前身隸屬於NCR公司，自2007年10月起從NCR獨立，並由麥克·科勒擔任執行長兼總裁。天睿公司總部設在俄亥俄州邁阿密斯堡。

## 公司簡介
天睿資訊為開發並銷售關聯式資料庫管理系統（RDBMS）的企業級軟體公司。天睿資訊產品為「資料倉庫系統」與儲存並管理資訊，資料倉庫使用技術被稱作「無共享（shared nothing）」架構，各個伺服器之間擁有獨立記憶體和處理能力，增加伺服器與節點即增加可儲存的資料量，並由資料庫軟體集中管理各伺服器間的承載負荷量。天睿資訊銷售可處理不同資料類型的應用服務與軟體，2010年，天睿資訊軟體加入文字分析功能，藉此追蹤非結構性資料（如文書檔案）或半結構性資料（如試算表），可應用於商業分析，例如使用資料倉庫追蹤公司資料，如銷售、客戶偏好、產品位置等。

## 公司歷史
- 1976-1979: 天睿概念來自加州理工學院的研究與 Citibank高階技術團隊的討論。[7]
- 1983: 第一套測試系統出貨給 Wells Fargo Bank。
- 1984: 天睿發表首創平行資料倉儲與資料市集。[8]
- 1987: 天睿於八月份首次公開募股。
- 1989: 天睿與NCR共同建制新資料庫電腦。
- 1991: NCR 併購 Teradata。[9]
- 2000: NCR 併購 Ceres Integrated Solutions 並將其客戶服務管理系統加入天睿 CRM。[10]
- 2002: 天睿發表 Teradata Warehouse 7.0。
- 2005: 天睿發表 Teradata Warehouse 8.1。
- 2005: 天睿併購 DecisionPoint 軟體[11]，重新命名為 Teradata Decision Experts。
- 2005: Teradata 將 Linux 加入企業級資料倉儲的作業系統選項。
- 2006: Teradata 發表 Enterprise Master Data Management Solution.
- 2006: 微軟 與天睿合作商業智慧應用。[12]
- 2007: NCR 宣布天睿分割為獨立企業。[13]
- 2007: 天睿發表 Teradata 12
- 2007: 天睿宣布與 SAS 結盟，提供更進步的產品技術整合。[14]
- 2008: 天睿併購 Claraview。[15]
- 2008: 天睿發表 Teradata Accelerate。
- 2009: 天睿發表 Teradata Database 13。
- 2010: 天睿發表 Teradata Extreme Data Appliance 1600.
- 2011: 天睿併購 Aprimo[16]and Aster Data Systems.[17]
- 2012: 天睿併購直效行銷公司 eCircle。